# Dirk de Kort
Dirk Elisabeth Andreas de Kort (Turnhout, 28 juli 1964) is een Belgisch christendemocratisch politicus voor de CVP en diens opvolger CD&V.

## Levensloop
Dirk de Kort leeft en woont al heel zijn leven in de gemeente Brasschaat. Hij volgde economie aan het Sint-Michielscollege en was onder andere lid van de plaatselijke KSA. Na zijn secundaire studies studeerde hij rechten aan de UFSIA en UIA. Nadat hij hier in 1989 als licentiaat afstudeerde, verdiepte hij zich in het milieurecht en milieusanering aan de RUG, een opleiding die hij in 1990 voltooide, en het financieel management en marketing aan de VLEKHO.
De Kort begon zijn beroepsloopbaan in 1990 als kabinetsadviseur van staatssecretaris voor Institutionele Hervorming Jos Dupré en was daarna van 1991 tot 1994 kabinetschef van Jan Devroe, de havenschepen van Antwerpen. Nadien werkte hij van 1994 tot 2007 bij het Gemeentelijk Havenbedrijf Antwerpen, waar hij achtereenvolgens hoofd van de juridische dienst (1994-1998), secretaris (1998-2003) en projectadviseur (2003-2007) was. 
In oktober 1988 werd Dirk de Kort voor het eerst verkozen in de gemeenteraad van Brasschaat. In oktober 1991 werd hij lid van het college van burgemeester en schepenen van de gemeente Brasschaat door het overlijden van Lieven van Cauwelaert. Hij bleef tot eind 2003 schepen van jeugd, cultuur en informatie en vervolgens, op 1 januari 2004, volgde hij Lode Bertels op als burgemeester van de gemeente. Bij de gemeenteraadsverkiezingen van oktober 2006 behaalde hij als lijsttrekker meer dan 4000 voorkeurstemmen. Hij werd opnieuw voorgedragen en benoemd als burgemeester. Hij vervulde deze functie tot de gemeenteraadsverkiezingen van 2012. Van 2013 tot eind 2018 bekleedde hij er de functie van eerste schepen en was hij bevoegd voor publieke ruimte, openbare werken, patrimoniumbeheer, milieu, groen en natuur. Na de lokale verkiezingen van oktober 2018 werd er in Brasschaat een nieuwe coalitie gevormd zonder de CD&V van Dirk de Kort. Vervolgens was hij nog drie jaar gemeenteraadslid. In december 2021 nam hij afscheid van de lokale politiek.
Van 1994 tot 2000 was Dirk de Kort ook provincieraadslid van de provincie Antwerpen. Begin juli 2007 werd hij voor de kieskring Antwerpen Vlaams Parlementslid als opvolger van Bart De Wever (N-VA), die na de federale verkiezingen van juni 2007 de overstap maakte naar de Kamer van volksvertegenwoordigers. Dirk de Kort volgde hem op binnen het toenmalige Valentijnskartel CD&V/N-VA in het Vlaams Parlement. Ook na de volgende Vlaamse verkiezingen van 7 juni 2009 en van 25 mei 2014 bleef hij Vlaams volksvertegenwoordiger. Als Vlaams Parlementslid zetelde hij van 2007 tot 2009 als vast lid in de commissie Cultuur, Jeugd, Sport en Media, was hij van 2009 tot 2019ondervoorzitter van de commissie Mobiliteit en Openbare Werken en van 2012 tot 2014 vast lid van de commissie Algemeen Beleid, Financiën en Begroting en van 2016 tot 2019 vast lid van de commissie Wonen, Armoedebeleid en Gelijke Kansen. Als parlementslid hield hij zich met name bezig met de thema's wonen, mobiliteit en het havenbeleid. Binnen de CD&V-fractie vervulde hij tevens de functie van promotor voor de commissie voor Mobiliteit en Openbare Werken. 
In het Vlaams Parlement ondervroeg Dirk de Kort de minister van Mobiliteit regelmatig over de aanpak van de files, de Oosterweelverbinding, minder hinder maatregelen bij grote infrastructuurwerken, de kwaliteit van het openbaar vervoer, duurzame mobiliteit (elektrisch rijden, waterstof, cng). In mei 2019 raakte hij niet meer herkozen voor het Vlaams Parlement. Sinds 15 juli 2019 mag hij zich ere-Vlaams volksvertegenwoordiger noemen. Die eretitel werd hem toegekend door het Bureau (dagelijks bestuur) van het Vlaams Parlement. Na zijn parlementaire loopbaan werd hij Senior Business Developer bij Into Facilities, dat dienstverlening biedt voor de zorgsector, en zaakvoerder van de in oktober 2019 opgerichte financiële holding @Arcus.
In april 2016 werd hij betrapt op het rijden onder invloed. Hierdoor werd zijn parlementaire onschendbaarheid in oktober van datzelfde jaar opgeheven.
Dirk de Kort is gehuwd en heeft drie kinderen.